# Палий, Олег Маркович
Олег Маркович Палий (30 июня 1929, Петергоф, СССР — 10 декабря 2017, Санкт-Петербург, Российская Федерация) — учёный-кораблестроитель в области строительной механики и нормирования прочности кораблей и глубоководных аппаратов, Лауреат Государственной премии СССР и премии Правительства СССР, Заслуженный деятель науки и техники РСФСР, доктор технических наук, профессор.

## Биография
Родился 30 июня 1929 года в Петергофе. В 1953 году с отличием окончил Ленинградский кораблестроительный институт и поступил на работу инженером-конструктором в Центральном научно-исследовательском институте имени академика А. Н. Крылова. Был начальником отделения прочности конструкции судов института.
В 1966 году защитил диссертацию на соискание степени доктор технических наук, с 1971 года — профессор. Преподавал и читал лекции в ряде учебных заведений Ленинграда (Санкт-Петербурга), в 1967—1972 годах работал на кафедре военного кораблестроения Военно-морской академии. С 1983 года член Российского Национального комитета по теоретической и прикладной механике.
В 1985 году стал лауреатом Государственной премии СССР, в 1990 году — лауреатом премии Совета министров СССР. 23 июня 1992 года присвоено звание Заслуженного деятеля науки и техники Российской Федерации. С 1992 года — академик Российской академии транспорта и почётный член Научно-технического общества им. академика А. Н. Крылова. Продолжает работу главным научным сотрудником отделения Крыловского государственного научного центра и является членом Учёного и диссертационного совета (по специализации — теория корабля и строительная механика) данного Центра.

## Научные разработки
Области научных интересов: теория оболочек, численные методы решения задач строительной механики, ресурс усталостной и технической прочности сварных корпусных конструкций, строительная механика конструкций из композиционных материалов, вибрация и взрывостойкость корпусных конструкций, сотрясение амортизированного оборудования. Автор многих изобретений.
Разработал методы проектирования, нормирования и расчёта прочности оболочечных конструкций, численных методов расчёта прочности оболочечных конструкций из лёгких сплавов. Исследовал работоспособность высокопрочных материалов в конструкциях глубоководной техники, создал экспериментальную базу в области прочности в Центральном научно-исследовательском институте им. А. Н. Крылова.